# JEWELS (アリス九號.の曲)
「JEWELS」（ジュエルズ）は日本のヴィジュアル系ロックバンドアリス九號.の楽曲であり、通算8枚目のシングルとして2007年3月21日にキングレコードよりリリースされた。

## 解説
前作より1年以上のスパンで発売された。しかしその間、2006年10月に配信限定楽曲「ブループラネット」およびDVDシングル「NUMBER SIX.」がリリースされている。
初回限定盤および通常盤の2タイプでリリースされ、初回限定盤には表題曲のPVを収録したDVDが付属していた。通常盤は、初回限定盤に未収録の楽曲を含む計3曲が収録された。
2017年に結成13周年を記念して新木場STUDIO COASTで行われたライブ「13TH ANNIVERSARY LIVE “ALICE IN WONDEЯ LAND”」では、5つのジャンルに分けてファン投票を行った結果をもとにセットリストが組まれた。その結果、本作の収録曲が3曲ともセットリストに組み込まれた(「JEWELS」はGALAXY部門4位、「ROSARIO」はALICE部門4位、「"13"」はSICKS部門1位)。なお、シングル収録曲からすべて選出された作品は本作のみであった。

## 批評
CDジャーナルは「ブレスひとつとってみても、そこから伝わってくる想いの深さ。切なく拡がるリリック。重厚でドラマ性のあるサウンドに支えられ、どこまでもエモーショナルに訴えかける将のヴォーカルが印象的だ。約1年ぶりのマキシ・シングル、ずしりとハートに響いてくる。」、「芯の通ったロック・サウンドと、メロディアスな展開が光る力作だ。」と批評した。

## チャート成績
本作品はオリコン週間シングルチャートでは、2007年4月2日付で初登場・最高順位ともに15位を記録した。計7週にわたって同チャート200位圏内にランクインし、その間に約1.7万枚を売り上げた。また2007年4月度の月間チャートでは45位にランクインした。

## 収録曲
初回限定盤
| 全作詞: 将、全作曲: アリス九號.。 |             |      |             |      |
| #                                 | タイトル    | 作詞 | 作曲・編曲  | 時間 |
| 1.                                | 「JEWELS」  | 将   | アリス九號. | 4:48 |
| 2.                                | 「ROSARIO」 | 将   | アリス九號. | 3:55 |
| 合計時間:                         | 合計時間:   | 8:44 |             |      |

| 全作詞: 将、全作曲: アリス九號.。 |            |      |             |
| #                                 | タイトル   | 作詞 | 作曲・編曲  |
| 1.                                | 「JEWELS」 | 将   | アリス九號. |

通常盤
| 全作詞: 将、全作曲: アリス九號.。 |             |       |             |      |
| #                                 | タイトル    | 作詞  | 作曲・編曲  | 時間 |
| 1.                                | 「JEWELS」  | 将    | アリス九號. | 4:48 |
| 2.                                | 「ROSARIO」 | 将    | アリス九號. | 3:55 |
| 3.                                | 「"13"」    | 将    | アリス九號. | 4:00 |
| 合計時間:                         | 合計時間:   | 12:44 |             |      |

## 品番
|                        | リリース日    | 品番       |
| ---------------------- | ------------- | ---------- |
| 初回限定盤             | 2007年3月21日 | KICM-91197 |
| 通常盤                 | 2007年3月21日 | KICM-1197  |
| デジタル・ダウンロード | 2007年3月21日 | -          |

## 収録作品
JEWELS
- 『Alpha』[5]
- 『Alice Nine Complete Collection 2006-2009』[6]